# Dorfkirche Buchholz (Ziesendorf)

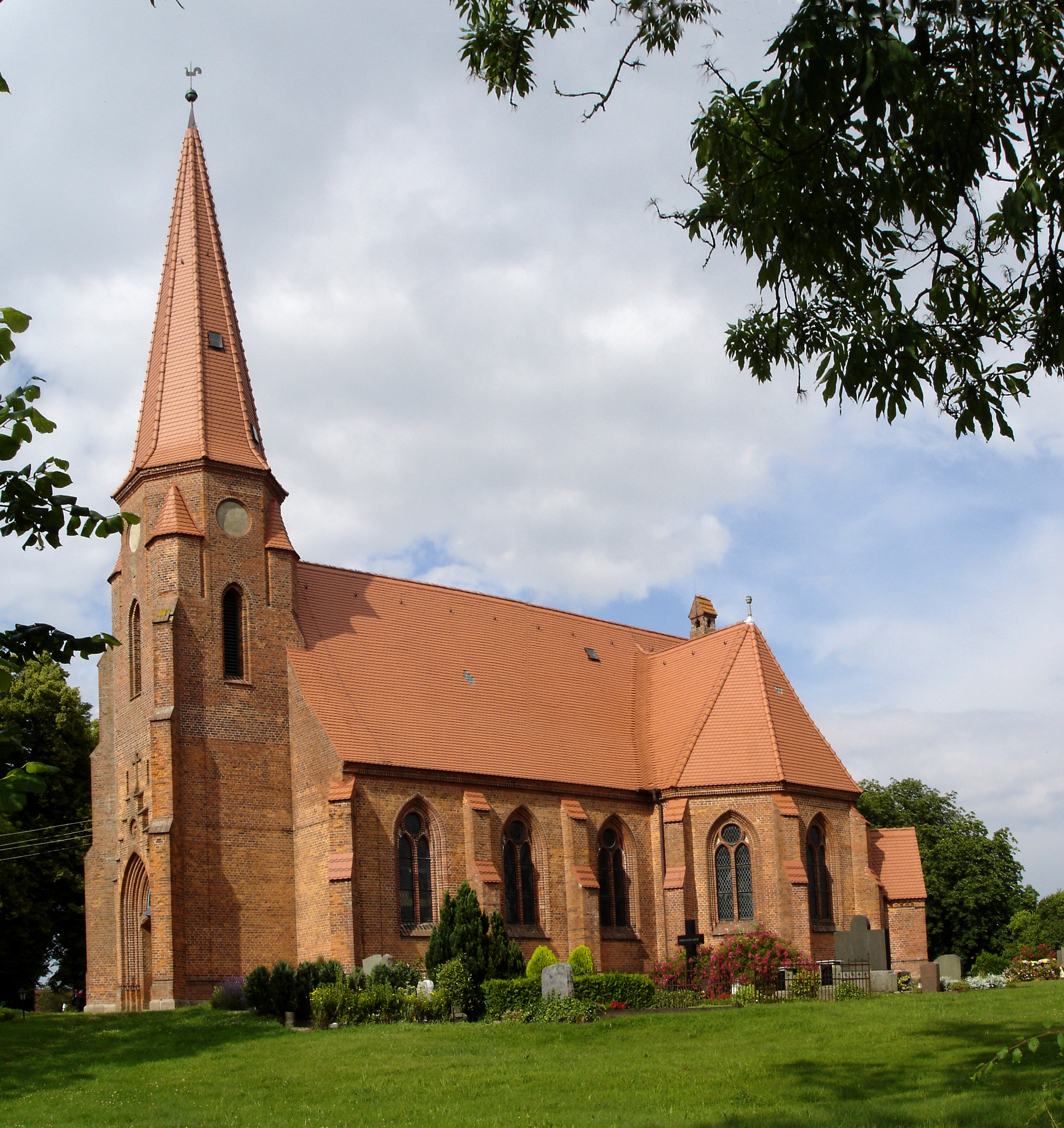
Dorfkirche Buchholz

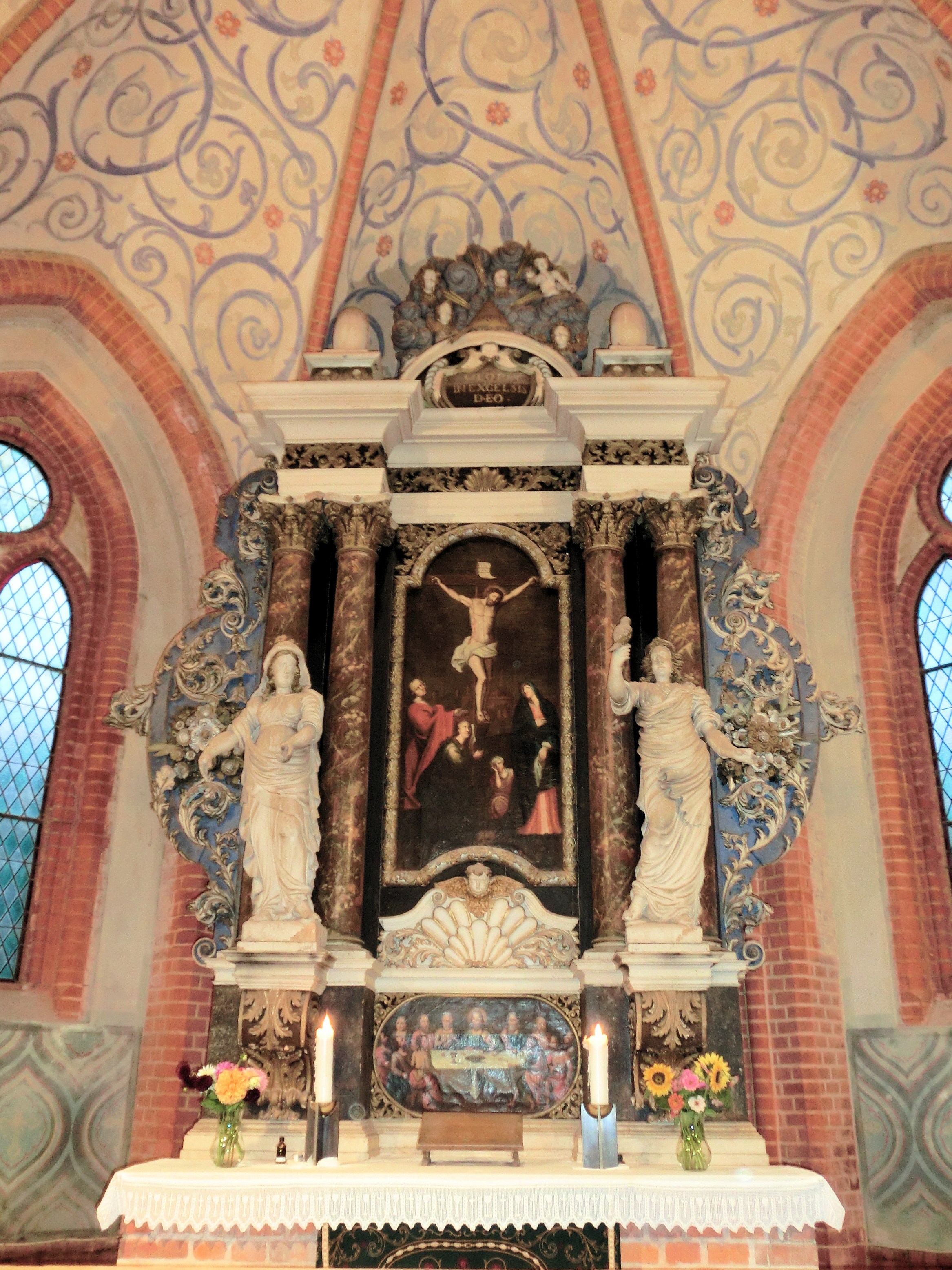
Altar

Die Dorfkirche Buchholz ist eine neugotische Backsteinkirche im Ortsteil Buchholz der Gemeinde Ziesendorf im Landkreis Rostock. Sie wurde 1875 bis 1878 errichtet und ist die Kirche der Gemeinde Buchholz in der Propstei Rostock im Kirchenkreis Mecklenburg der Evangelisch-Lutherischen Kirche in Norddeutschland (Nordkirche). Zur Kirchengemeinde gehören die Orte Benitz, Brookhusen, Buchholz, Buchholz Heide, Fahrenholz, Groß Bölkow, Huckstorf, Nienhusen, Pölchow, Wahrstorf und Ziesendorf.

## Geschichte
Als Parochie und Kirchdorf wird Buchholz Mitte des 14. Jahrhunderts erstmals urkundlich erwähnt, 1359 wird von einem Kirchherrn Dietrich Pape berichtet. Im Mittelalter gehörte die Kirche zum Archidiakonat Rostock. Sie wird erstmals im Zehntregister 1470 erwähnt. 1875 bis 1878 wurde die Kirche im neugotischen Stil vom deutschen Architekten und mecklenburgischen Baubeamten Georg Daniel erbaut, brannte zusammen mit dem Pfarrhaus aber am 1. Mai 1914 nieder. Unter großen wirtschaftlichen Anstrengungen wurde sie 1923 bis 1925 mit unwesentlichen Änderungen wieder aufgebaut. Den vorgesetzten Westturm mit Spitzhelm hatte man dabei um eine Etage niedriger als beim Vorgängerbau angelegt. Unterstützung durch das Land konnte nicht erfolgen, so dass die Bauern und Bürger die Mittel dazu zusammentrugen. Die Akten über die Vorgängerkirche sind beim Brand vernichtet worden, so gibt es keine Nachweise über den Bau.
Nach dem Wiederaufbau wurden durch den Oberkirchenrat in Schwerin ein Altar von 1728 und eine Kanzel von 1740 aus der Stadtkirche Tessin übergeben. Ein von der Berliner Künstlerin Elisabeth Strempel gemaltes Altarbild mit der Darstellung des Gekreuzigten von 1883 war bei dem Brand gerettet worden und befindet sich in einer seitlichen Nische. Die Orgel wurde 1930 vom Orgelbauer Marcus Runge aus Hagenow erbaut. Durch nicht durchgeführte Instandhaltungsmaßnahmen während der Zeit des Nationalsozialismus und der Zeit der DDR waren massive Schädigungen am Baukörper aufgetreten, an deren Behebung seit den 1990er Jahren gearbeitet wird. In den Jahren 1998 und 2000 wurde das Dach erneuert. Ein Förderverein unterstützt seit 2003 die Kirchgemeinde bei der Sanierung und Werterhaltung der Kirche.
Baumaßnahmen seit 2003
- 2004 wurden die Glocken repariert und eine Außenbeleuchtung installiert.
- 2005 Instandsetzung der Kirchhofmauer, der Tore sowie Trockenlegung des Kirchenfundaments
- 2007 Restaurierung der wertvollen Marcus Runge Orgel aus dem Jahr 1930 nach 17 Jahren der Unbespielbarkeit
- 2009 Komplette Polsterung der Kirchenbänke
- 2010 Gedenkstein für die Toten des 2. Weltkrieges
- 2011 Installation einer Läuteanlage sowie einer Turmuhr
- 2014 Renovierung der Wände im Mittelschiff. Damit einhergehend die Restaurierung und Konservierung der Art-Deco Bemalung.
- 2021 Sanierung von fünf Kirchenfenstern auf der Südseite im Kirchenschiff
- 2022 Sanierung von weiteren fünf Kirchenfenstern auf der Nordseite im Kirchenschiff